# José De la Cruz
José Benítez de la Cruz (Asunción, 5 marzo 1952) è un ex calciatore paraguaiano, di ruolo portiere.

## Carriera

### Club
Ha giocato nella massima serie paraguaiana con il Club Olimpia e in Brasile con Palmeiras e Internacional.

### Nazionale
Dal 1972 al 1977 ha giocato 18 partite con la nazionale paraguaiana, prendendo parte alla Copa América 1975.

## Palmarès

### Club

#### Competizioni nazionali
- Campionato paraguaiano: 2

Olimpia: 1971, 1975
- Campionato brasiliano: 1

Internacional: 1979

#### Competizioni statali
- Campionato Gaúcho: 3

Internacional: 1981, 1982, 1983